# 世界之頂 (亞利桑那州)
世界之頂（英語：Top-of-the-World）是位於美國亞利桑那州希拉縣的一個人口普查指定地區。根據2010年美國人口普查，該地人口為231人，而該地的面積約為15.70平方千米。

## 地理
世界之頂的座標為33°20′49″N 110°59′43″W / 33.34694°N 110.99528°W，而該地最高點為海拔高度1380米（即4528英尺）。